# Acanthosaura lepidogaster
Espèce
Synonymes
- Calotes lepidogaster Cuvier, 1829
- Lophyrus tropidogaster Duméril & Bibron, 1837
- Acanthosaura lamnidentata Boulenger, 1885
- Acanthosaura hainanensis Boulenger, 1900
- Acanthosaura fruhstorferi Werner, 1904
- Acanthosaura braueri Vogt, 1914

Statut de conservation UICN

 LC  : Préoccupation mineure
Acanthosaura lepidogaster est une espèce de sauriens de la famille des Agamidae.

## Répartition
Cette espèce se rencontre en Chine (provinces du Yunnan, du Guangxi, du Guangdong, du Fujian et de Hainan), en Birmanie, en Thaïlande, au Cambodge, au Laos et au Viêt Nam.

## Publication originale
- Cuvier, 1829 : Le Règne Animal distribué, d'après son organisation, pour servir de base à l'Histoire Naturelle des Animaux et d'introduction à l'Anatomie Comparé. Nouvelle Édition. Les Reptiles. Déterville, Paris, vol. 2, p. 1-406 (texte intégral)